# Pomona College
Pomona (Pomona College en inglés) es una universidad privada de artes liberales en Claremont (California), Estados Unidos.
Situada en la ladera de la sierra de San Gabriel, fue fundada en 1887 por congregacionalistas, que tenían como modelo las universidades de Nueva Inglaterra. En los años 1920 se convirtió en miembro fundador del consorcio de Universidades de Claremont.
Pomona es una institución de pregrado de cuatro años e inscribió aproximadamente a 1700 estudiantes que representan a los 50 estados de Estados Unidos y 63 países a partir del otoño de 2018. La universidad ofrece 48 especializaciones y 600 cursos, aunque los estudiantes tienen acceso a más de 2000 cursos adicionales en las otras Universidades de Claremont. El campus principal de 57 hectáreas de la universidad se encuentra en una comunidad residencial cerca de las estribaciones de las montañas de San Gabriel.
Pomona tiene la tasa de aceptación más baja de todas las universidades de artes liberales de los Estados Unidos (7,6% para el ciclo de admisiones de 2018), y es clasificada entre las cinco mejores universidades de artes liberales del país por Forbes, U.S. News & World Report y The Wall Street Journal / Times Higher Education. Tiene una dotación de 2,33 mil millones de dólares a partir de junio de 2019, lo que le otorga la octava mayor dotación por estudiante de cualquier colegio o universidad en los Estados Unidos. En 2020, Niche clasificó a Pomona como la facultad o universidad más diversa del país; entre los estudiantes matriculados, el 74% provienen de fuera del estado, el 56% recibe ayuda financiera basada en la necesidad y el 61% se identifica como una persona de color o un estudiante internacional. La universidad es una de las principales productoras de estudiantes Fulbright y destinatarios de otras becas.

## Historia

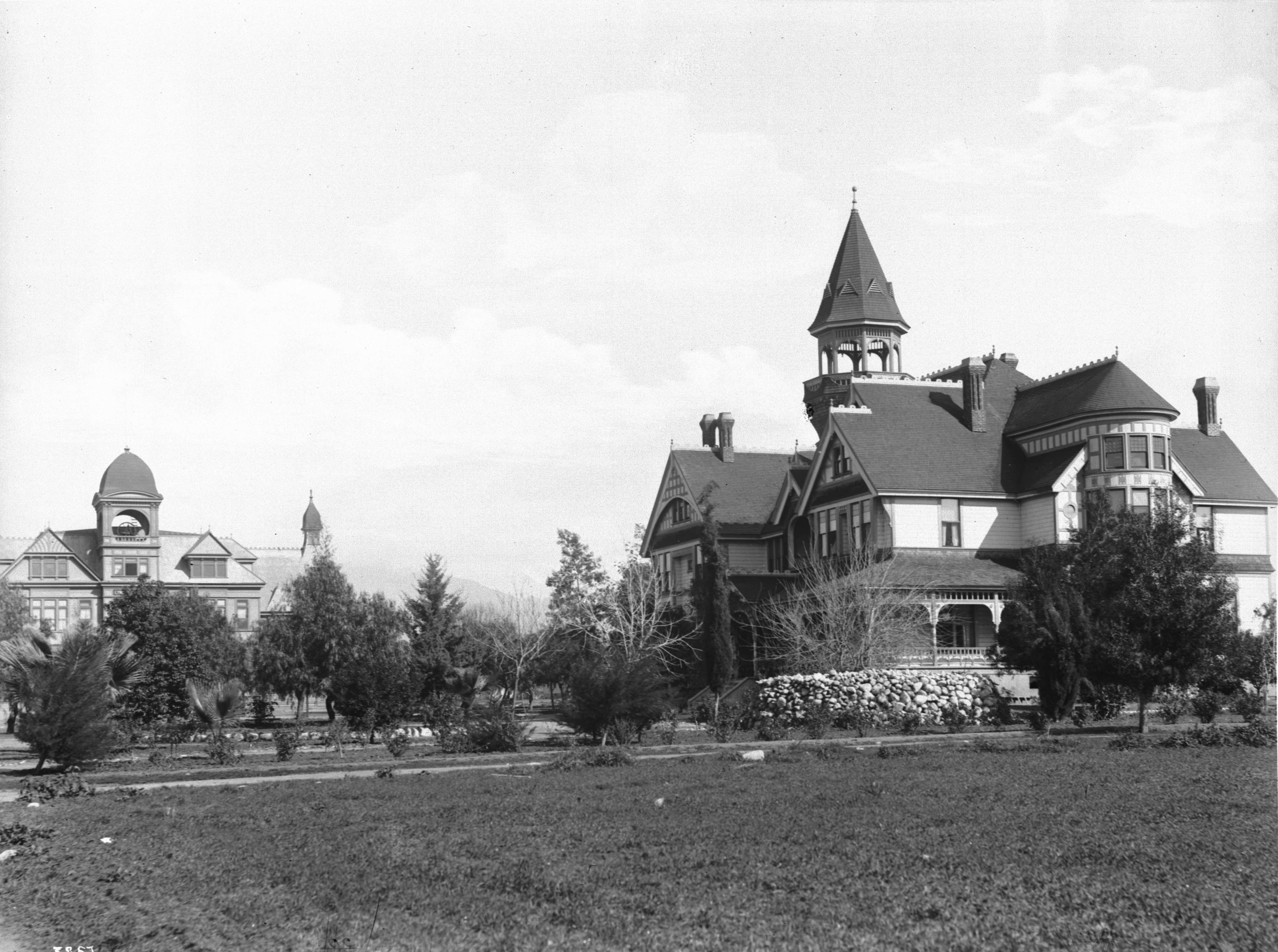
Una vista exterior de la universidad (1907)

La universidad Pomona fue establecido como una institución mixta el 14 de octubre de 1887 por un grupo de congregacionalistas. El objetivo de los fundadores era crear una universidad con el mismo molde que las pequeñas instituciones de Nueva Inglaterra. La universidad estaba ubicada originalmente en Pomona, California; las clases comenzaron por primera vez en Ayer Cottage, una casa de alquiler, el 12 de septiembre de 1888. Al año siguiente, la escuela se mudó a la cercana Claremont, en el sitio de un hotel sin terminar. Este edificio eventualmente se convertiría en Sumner Hall, la ubicación actual de la Oficina de Admisiones. El nombre de Pomona College permaneció después de la reubicación. La primera clase de graduados de la universidad, en 1894, tenía diez miembros.
Los valores de sus fundadores llevaron a la creencia de la universidad en la equidad educativa. Al igual que otras universidades fundadas por la congregación como Harvard, Dartmouth, Middlebury y Bowdoin, Pomona recibió su propia junta de gobierno, asegurando su independencia. El consejo de administración se componía originalmente de graduados de Williams, Dartmouth, Bates y Yale, entre otros, para ayudar a crear «una universidad del tipo de Nueva Inglaterra».

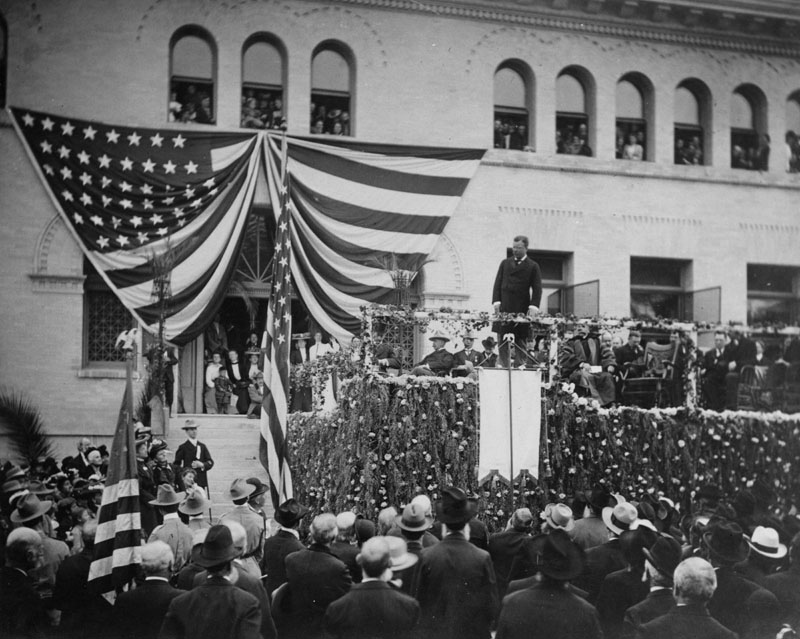
El presidente Theodore Roosevelt habla en Pomona en 1903

Aunque los primeros estudiantes asiáticos y negros de Pomona se matricularon en 1897 y 1900 respectivamente, Pomona permaneció casi completamente blanca durante sus primeros años. La asistencia diaria a la capilla fue obligatoria hasta 1921, y se desarrolló una fuerte cultura atlética y un sistema de fraternidad. Durante la Primera Guerra Mundial, la universidad se orientó hacia el esfuerzo de guerra.
A principios de la década de 1920, el crecimiento de la universidad llevó a su presidente, James A. Blaisdell, a pedir «un grupo de instituciones divididas en pequeñas universidades, algo del tipo de Oxford, alrededor de una biblioteca y otras utilidades que usarían en común». Esto le permitiría a Pomona retener su enseñanza pequeña y centrada en las artes liberales mientras obtiene los recursos de una universidad más grande. El 14 de octubre de 1925, 38° aniversario de Pomona, se incorporaron los Colegios Claremont. Esta década también vio la construcción de edificios residenciales adicionales en el campus al norte de 6th St.

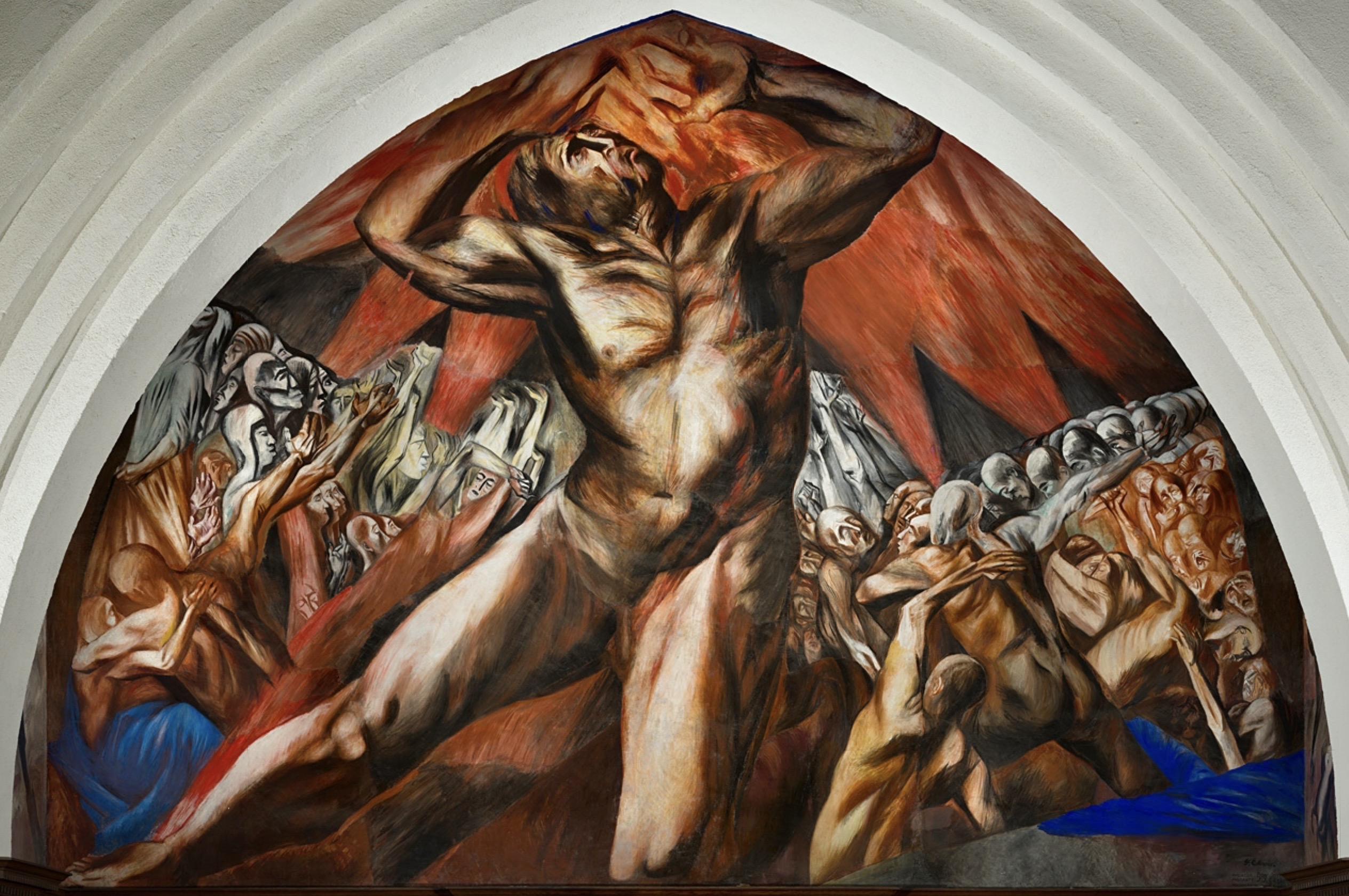
Prometeo del Pomona College, un mural del pintor mexicano José Clemente Orozco en el refectorio del Pomona College

La matrícula de la universidad disminuyó durante la Gran Depresión, y una vez más se orientó hacia actividades de guerra durante la Segunda Guerra Mundial. De 1946 a 1956, la universidad ejecutó un programa conjunto de atletismo con Claremont Men's College.
En la década de 1960, la universidad se convirtió en un foco de activismo en temas de derechos civiles y la guerra de Vietnam. En 1969, una bomba explotó en el Carnegie Hall, hiriendo permanentemente a una secretaria; No se identificó a ningún culpable. La diversidad étnica de Pomona también comenzó a aumentar en esta época.
En 1970, el programa de atletismo de Pomona se unió a Pitzer para crear el Pomona-Pitzer Sagehens. A lo largo de las décadas de 1980 y 1990, la universidad agregó una variedad de nuevos edificios y su dotación creció de manera constante. En 1991, la universidad convirtió los sótanos del dormitorio utilizados por las fraternidades en salones, acelerando la disminución del perfil de la vida griega en el campus.
En 1997, el consorcio alcanzó su membresía actual de cinco instituciones de pregrado y dos de posgrado.
A fines de la década de 2000, la universidad comenzó a poner más énfasis en la sostenibilidad. También comenzó a inscribir un mayor número de estudiantes de bajos ingresos y minoritarios, y creó estructuras de apoyo adicionales para esos estudiantes en el campus.
En 2008, la universidad dejó de cantar su alma mater en la convocatoria y el comienzo después de que se descubriera que la canción pudo haber sido escrita originalmente para ser cantada como el final de un espectáculo de trovadores de cara negra producido por estudiantes en el campus en 1909 o 1910. Muchos exalumnos protestaron por el movimiento.
En 2011, la universidad llamó la atención de los medios nacionales cuando solicitó prueba de residencia legal a los empleados en medio de una campaña de sindicalización por parte de los trabajadores del comedor. Diecisiete trabajadores que no pudieron proporcionar documentación fueron despedidos; el personal del comedor votó para sindicalizarse en 2013.
En julio de 2017, G. Gabrielle Starr se convirtió en el décimo presidente de Pomona, reemplazando a David W. Oxtoby; ella es la primera mujer y el primer afroamericano en ocupar el cargo.